# Songs of Experience
Albums de David Axelrod
Song of Innocence
(1968) Pride
(1970)
Songs of Experience est le deuxième album du musicien et compositeur américain David Axelrod. Il est sorti en octobre 1969 sur le label Capitol Records.

## Histoire
Comme pour son premier album Song of Innocence, David Axelrod s'est inspiré du recueil de poésie Songs of Innocence and of Experience de William Blake,.

## Liste des titres
| 1. | A Poison Tree      | 3:10 |
| 2. | A Little Girl Lost | 3:24 |
| 3. | London             | 2:47 |
| 4. | The Sick Rose      | 4:47 |

| 1. | The School Boy     | 2:30 |
| 2. | The Human Abstract | 5:32 |
| 3. | The Fly            | 4:50 |
| 4. | A Divine Image     | 4:39 |